# Felipe De la Riva
Luis Felipe De la Riva (Montevideo, 28 de mayo de 1973) es un exfutbolista y entrenador uruguayo, nacionalizado argentino, entrenador de Defensores Unidos de la Primera B nacional.

## Trayectoria
Inició su carrera futbolística en el Sud América de Montevideo, su ciudad natal. Años después llegó a Argentina y jugó para Estudiantes de Buenos Aires. También pasó por el Deportivo Morón, Deportivo Merlo, Ituzaingó y finalizó su carrera profesional en San Telmo. Cabe destacar que jugó la mayoría de sus partidos en la Primera B Metropolitana, tercera categoría del fútbol argentino. Su única experiencia fuera de los países rioplatenses fue con el Deportivo Quito en Ecuador.
Como entrenador debutó al mando de Juventud Unida de la Primera D, destacando su buen andar en aquel equipo, pasó rápidamente a Leandro N. Alem, que meses más tarde ascendería a la Primera C. De 2004 a 2005 tuvo un breve paso por Flandria.
Más tarde, arribó a San Miguel, club con el que tuvo una aceptable labor. En 2006 dirigió a Acassuso realizando una de las mejores campañas en la historia del club ascendiéndolo a la Primera B Metropolitana. En 2007 volvió a Flandria y en 2008 pasó a dirigir a Deportivo Merlo, logrando el ascenso a la Primera B Nacional, segunda categoría de Argentina. En 2011 se transformó en director técnico de Chacarita Juniors. A mediados de 2012 llegó a Tristán Suárez, meses después asumió como entrenador de Los Andes. En 2014 pasó a dirigir a Almirante Brown, pero no pudo evitar el descenso de categoría, a la Primera B.
En 2015 inició su tercer ciclo como entrenador de Flandria. En junio de 2015 se confirmó su arribo a Douglas Haig de la ciudad de Pergamino, luego de una muy buena campaña en Douglas (cosechó 37 puntos en 21 partidos) regresa a Los Andes para dirigir al "Milrayitas" en el torneo de la Primera B Nacional 2016. En 2016 arribó a Almagro y renunció al año siguiente para pasar a entrenar en Villa Dálmine. En 2018 dejó Villa Dálmine y pasó a Agropecuario. En 2019 se va a entrenar a Mitre de Santiago del Estero. En 2020 comenzó su segundo ciclo en Villa Dálmine. En 2021 fue entrenador de Defensores de Belgrano. En 2022 vuelve a entrenar en los dos viejos conocidos, Acasusso y Flandria, este último renunció en 2023. En 2024 volvió a ser el entrenador del Deportivo Merlo en su segunda etapa, cabe destacar que ya dirigió a la institución merlense entre 2008 y 2011.

## Clubes

### Como futbolista
| Club             | País      | Año       |
| ---------------- | --------- | --------- |
| Sud América      | Uruguay   | 1991      |
| Estudiantes (BA) | Argentina | 1992-1993 |
| Deportivo Quito  | Ecuador   | 1993      |
| Deportivo Morón  | Argentina | 1994-1995 |
| Deportivo Merlo  | Argentina | 1995-1996 |
| Ituzaingó        | Argentina | 1996-1998 |
| San Telmo        | Argentina | 1998-1999 |

### Como entrenador
| Club                   | País      | Año       |
| ---------------------- | --------- | --------- |
| Juventud Unida         | Argentina | 2003      |
| Leandro N. Alem        | Argentina | 2003-2004 |
| Flandria               | Argentina | 2004-2005 |
| San Miguel             | Argentina | 2005-2006 |
| Acassuso               | Argentina | 2006-2007 |
| Flandria               | Argentina | 2007-2008 |
| Deportivo Merlo        | Argentina | 2008-2011 |
| Chacarita Juniors      | Argentina | 2011-2012 |
| Tristán Suárez         | Argentina | 2012      |
| Los Andes              | Argentina | 2012-2014 |
| Almirante Brown        | Argentina | 2014      |
| Flandria               | Argentina | 2015      |
| Douglas Haig           | Argentina | 2015      |
| Los Andes              | Argentina | 2016      |
| Almagro                | Argentina | 2016-2017 |
| Villa Dálmine          | Argentina | 2017-2018 |
| Agropecuario           | Argentina | 2018-2019 |
| Mitre                  | Argentina | 2019-2020 |
| Villa Dálmine          | Argentina | 2020-2021 |
| Defensores de Belgrano | Argentina | 2021      |
| Acassuso               | Argentina | 2022      |
| Flandria               | Argentina | 2022-2023 |
| Deportivo Merlo        | Argentina | 2024-2025 |
| Defensores Unidos      | Argentina | 2025-Act. |